# Michael & George: Feinstein Sings Gershwin
| Críticas profissionais | Críticas profissionais |
| Avaliações da crítica  | Avaliações da crítica  |
| Fonte                  | Avaliação              |
| ---------------------- | ---------------------- |
| Allmusic               | [ 1 ]                  |

Michael & George: Feinstein Sings Gershwin  é um álbum do cantor e pianista norte-americano Michael Feinstein, sendo o terceiro álbum de Feinstein contendo canções compostas por George Gershwin, seguindo Pure Gershwin (1987) e Nice Work If You Can Get It: Songs by the Gershwins (1996). O álbum foi lançado em 1998 pela Concord Records.

## Faixas
Todas as músicas foram compostas por George Gershwin e todas escritas por Ira Gershwin. Outros letristas indicados.
1. "Embraceable You" - 4:39
2. "Nobody but You" (Buddy DeSylva, Arthur Jackson) - 3:52
3. "Love Is Here to Stay" - 4:10
4. "Do It Again" (DeSylva) - 4:23
5. "Of Thee I Sing" - 3:47
6. "Funny Face" - 2:50
7. "Lonely Boy" (DuBose Heyward) - 4:11
8. "Shall We Dance?" - 3:41
9. "Oh, Gee! Oh, Joy!" (P. G. Wodehouse) - 3:10
10. "Delishious" - 5:25
11. "I'll Build a Stairway to Paradise" (DeSylva) - 3:20
12. "Love Walked In" - 4:36
13. "Comes the Revolution" - 0:57
14. "Soon" - 3:19
15. "Swanee" (Irving Caesar)